# Internetmappning
Internetmappning eller Nätverksmappning är ett sätt att kartlägga och beskriva de fysiska relationerna på Internet. 
Bilder från tidiga försök har publicerats i Wired magazine. Dessa mappningar baserades på IP-nivån (se OSI-modellen), men också andra internetstrukturer har mappats.
I Opte Projektet, som startats av Barrett Lyon, så är ambitionen att kunna skapa en mappning av hela Internet på en enda dag.
I projektet The Map of the Internet mappas över 4 miljarder internetplatser (det kompletta IP-adress-schemat enligt IPv4) som kuber i ett 3-dimensionellt cyberspace. Användare kan lägga till och flytta om objekt i avbildningen.
New York Talk Exchange är ett konstnärligt projekt som visualiserar internettrafiken på en virtuell jordglob. Projektet använder sig av information levererad i realtid från AT&T.